# Триора
Триора (итал. Triora) — коммуна в Италии, располагается в регионе Лигурия, в провинции Империя.
Население составляет 420 человек (2008 г.), плотность населения составляет 6 чел./км². Занимает площадь 68 км². Почтовый индекс — 18010. Телефонный код — 0184.
В коммуне 15 августа особо празднуется Успение Пресвятой Богородицы.

## Демография
Динамика населения:

## Города-побратимы
- Ла-Бриг, Франция (2006)

## Администрация коммуны
- Официальный сайт: http://www.comune.triora.im.it/